# Каратерен
Каратере́н (каз. Қаратерең) — село у складі Аральського району Кизилординської області Казахстану. Адміністративний центр Каратеренського сільського округу.
Населення — 153 особи (2021; 140 у 2009, 135 у 1999, 259 у 1989).